# NGC 1951
NGC 1951 (другое обозначение — ESO 85-SC86) — рассеянное скопление в созвездии Золотая Рыба.
Этот объект входит в число перечисленных в оригинальной редакции «Нового общего каталога».
Скопление может иметь коллапсирующее ядро.